# Вонаки (Висконсин)
Вонаки (енгл. Waunakee) град је у америчкој савезној држави Висконсин.

## Демографија
По попису из 2010. године број становника је 12.097, што је 3.102 (34,5%) становника више него 2000. године.
| Група             | 2000.         | 2010.          |
| Белци             | 8.769 (97,5%) | 11.412 (94,3%) |
| Афроамериканци    | 32 (0,4%)     | 125 (1,0%)     |
| Азијати           | 46 (0,5%)     | 142 (1,2%)     |
| Хиспаноамериканци | 86 (1,0%)     | 269 (2,2%)     |
| Укупно            | 8.995         | 12.097         |